# Хворостянка (Московская область)
Хворостянка — деревня в городском округе Кашира Московской области.

## География
Находится в южной части Московской области на расстоянии приблизительно 7 км на восток по прямой от железнодорожной станции Кашира.

## История
Известно с 1926 года, когда здесь было 29 дворов. Работал колхоз «Перелом». В 1995 году осталось 2 жилых двора. До 2015 года входила в состав сельского поселения Знаменского Каширского района.

## Население
Постоянное население составляло 172 человека (1926 год), 3 (1995), 7 человек в 2002 году (русские 86 %), 6 в 2010.